# Лужердиу (Клуж)
Лужердиу (рум. Lujerdiu) насеље је у Румунији у округу Клуж у општини Корнешти. Oпштина се налази на надморској висини од 298 m.

## Становништво
Према подацима из 2002. године у насељу је живело 389 становника, од којих су сви румунске националности.